# Nesydrion diaphanum
Nesydrion diaphanum is een insect uit de familie van de Nymphidae, die tot de orde netvleugeligen (Neuroptera) behoort. 
Nesydrion diaphanum is voor het eerst wetenschappelijk beschreven door Gerstäcker in 1885.